# توماس والش (سياسي)
توماس والش (بالإنجليزية: Thomas Walsh)‏ هو سياسي أمريكي، ولد في 15 يوليو 1960. حزبياً، نشط في الحزب الديمقراطي. وقد انتخب عضو مجلس نواب ماساتشوستس.